# Музґово
Музґово (пол. Mózgowo, нім. Mosgau) — село в Польщі, у гміні Ілава Ілавського повіту Вармінсько-Мазурського воєводства.
Населення — 264 особи (2011).
У 1975-1998 роках село належало до Ольштинського воєводства.

## Демографія
Демографічна структура станом на 31 березня 2011 року:
|          | Загалом | Допрацездатний вік | Працездатний вік | Постпрацездатний вік |
| -------- | ------- | ------------------ | ---------------- | -------------------- |
| Чоловіки | 146     | 39                 | 96               | 11                   |
| Жінки    | 118     | 29                 | 71               | 18                   |
| Разом    | 264     | 68                 | 167              | 29                   |